# Ron Hewitt
Ronald „Ron” Hewitt (ur. 21 czerwca 1928 we Flint, zm. 23 września 2001) – walijski piłkarz występujący na pozycji napastnika.

## Kariera klubowa
W swojej karierze Hewitt reprezentował barwy zespołów Wolverhampton, Walsall, Darlington, Wrexham, Cardiff City, Coventry City, Chester, Hereford United, Northwich Victoria, Witton Albion, Caernarfon Town, Barmouth & Dyffryn United oraz Congleton Town. Większą część kariery spędził w lidze Division Three, w której występował przez 11 sezonów. Jako gracz Cardiff grał też przez dwa sezony w Division Two.

## Kariera reprezentacyjna
W reprezentacji Walii Hewitt zadebiutował 5 lutego 1958 w wygranym 2:0 pojedynku eliminacji mistrzostw świata 1958 z Izraelem. W tym samym roku został powołany do kadry na mistrzostwa świata. Zagrał na nich w meczach ze Szwecją (0:0), Węgrami (2:1) i Brazylią (0:1), a Walia odpadła z turnieju w ćwierćfinale. W drużynie narodowej rozegrał 5 spotkań, wszystkie w 1958 roku.